# Orange (Connecticut)
Orange város az USA Connecticut államában, New Haven megyében. Lakosainak száma 14 280 fő (2020. április 1.).

## Népesség
A település népességének változása:

| 2010 | 13 956 |
| 2020 | 14 280 |